# 津島知明
津島 知明（つしま ともあき、1959年 - ）は、日本の国文学者。

## 人物・来歴
東京都生まれ。國學院大学大学院博士課程単位取得退学、2006年「動態としての枕草子」で國學院大學より文学博士の学位を取得。各大学非常勤講師。

## 著書
- 『ウェイリーと読む枕草子』鼎書房 2002
- 『動態としての枕草子』おうふう 2005
- 『枕草子論究 日記回想段の〈現実〉構成』翰林書房 2014

### 共編
- 『新編枕草子』中島和歌子共編 おうふう 2010
- 『枕草子創造と新生』小森潔共編 翰林書房 2011
- 『新訂 枕草子 現代語訳付き』河添房江と共訳注、角川ソフィア文庫（上下）、2024

## 論文
- Cinii